# Song Kosal
Song Kosal tornou-se uma celebridade depois de aos 6 anos idade, quando acompanhava a mãe e irmãos nas plantações de arroz em Battambarg, no Camboja, pisou uma mina terrestre e perdeu uma perna. 
A jovem uma vez pediu a um sapateiro na sua vila para fazer um sapato para ela. Ele se recusou, dizendo que, “fazer um sapato traz má sorte”. Agora a missão dela é pedir a todos os países do mundo que deem boa sorte ao mundo banindo minas terrestres.
Aos 12 anos com o apoio do serviço de refugiados do Camboja começou a participar das campanhas.
Criou em 1997, numa conferência em Otawa, junto com jovens canadenses o Tratado Popular, no qual Song Kosal foi nomeada a Embaixadora. Ela incluiu no projeto ICBL um site que tratava de minas e armas, que visava colher votos para que às abolissem.
Ela falou em conferências internacionais por todo o mundo. 
Ela falou no pódio na Convenção das Nações Unidas sobre Armas Convencionais na Áustria em 1995. Em uma visita à Austrália, em 1997 lançou o A CAMPANHA DAS CRIANÇAS CONTRA A GUERRA, que consiste em convidar crianças de todo o mundo para construir um mundo livre de minas para a próxima geração de crianças. Ela tem Campanhas em Espanha, Japão, Moçambique, Austrália e Camboja. Milhares de Petições recolhidas a partir destes e de outros países do mundo inteiro foram apresentados ao governo dos E.U.A.. Ela assistiu à assinatura do Tratado de Otawa, Canadá e apresentou o primeiro Projeto de desativação de minas ao presidente de Moçambique Joaquim Chissano na primeira reunião dos Estados participantes.
Ela também foi a primeira pessoa a assinar o “The People’s Treaty”, um acordo que encoraja os cidadãos do mundo a pressionar seus governantes a cumprir suas promessas com respeito a esse tratado. Song também está a serviço da conferência australiana “Crianças na Guerra”, e ajudando a outros jovens afetados pela guerra, iniciou a campanha “Crianças contra a Guerra”, a qual chama pelas crianças de todos os lugares para fazerem coisas para tornar o mundo um lugar melhor.
O governo do Canadá à convidou para testemunhar a assinatura do Tratado de Erradicação de Minas Terrestres. Uma das provas do forte compromisso com a campanha foi a destruição de armas da Austrália quatro anos antes à frente do tempo. Foram gastos 100 milhões de dólares em operações de desminagem, reabilitação e sobre uma sensibilização a educação.